# Polski Cmentarz Wojenny w Katyniu
Polski Cmentarz Wojenny w Katyniu – polski cmentarz wojskowy w Gniezdowie wzniesiony w latach 1999–2000 w miejscu spoczynku części ofiar zbrodni katyńskiej według projektu Zdzisława Pidka i Andrzeja Sołygi oraz Wiesława i Jacka Synakiewiczów.

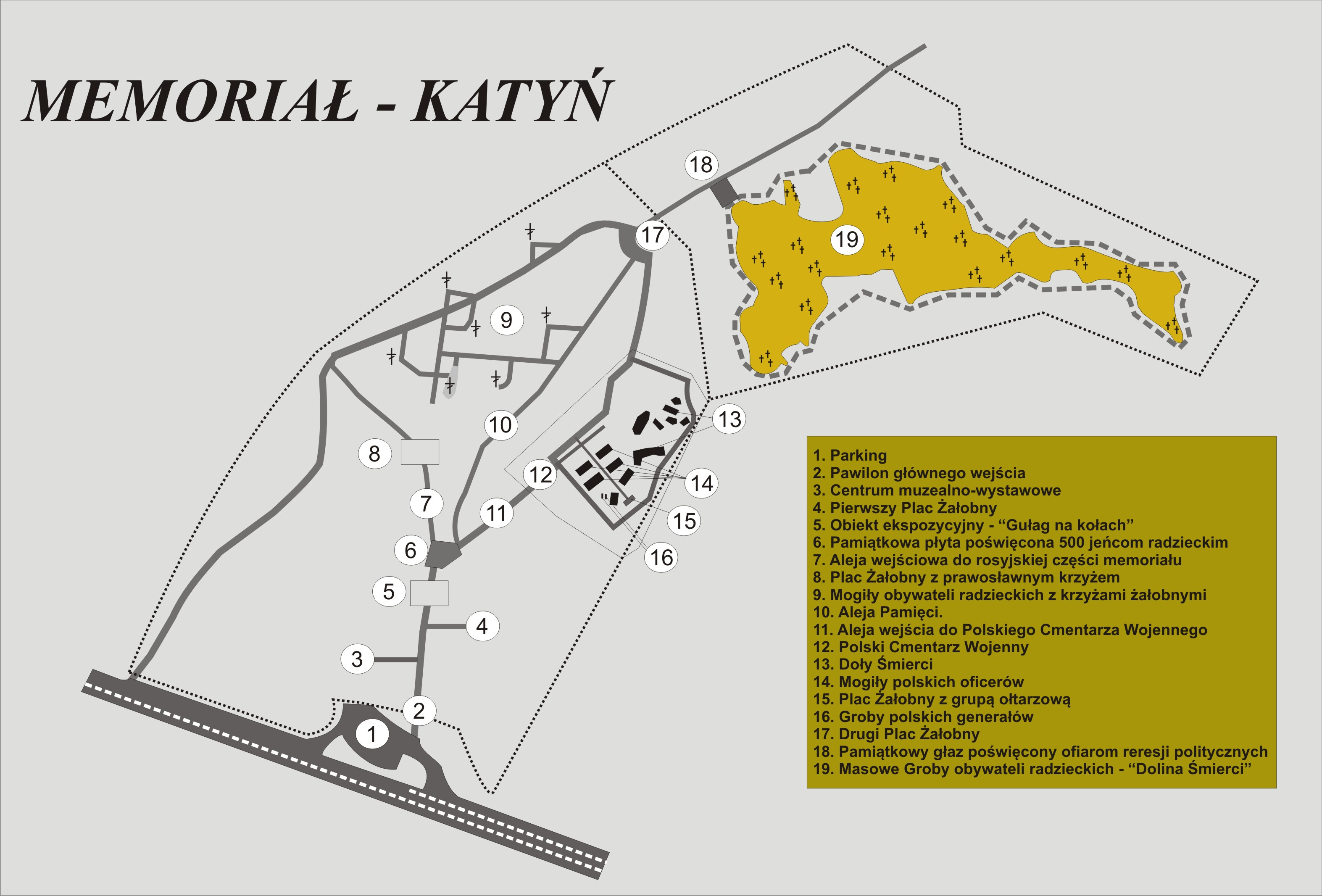
Memorial-Katyń plan

Cmentarz powstał z inicjatywy Federacji Rodzin Katyńskich jako drugi z czterech założonych w latach 2000–2012 roku miejsc pochówku ofiar zbrodni katyńskiej (inauguracja 28 lipca 2000), przy czym pozostałe to jedyny o tej nazwie i takim rozszerzonym charakterze Cmentarz Ofiar Totalitaryzmu w Charkowie (4 302 Polaków i 2 746 obywateli radzieckich, inauguracja 17 czerwca 2000), Polski Cmentarz Wojenny w Miednoje (6 300 osób, inauguracja 2 września 2000) i Polski Cmentarz Wojenny w Kijowie-Bykowni (3 435 osób, inauguracja 21 września 2012). Na swój cmentarz czekają jeszcze nieodnalezieni katyńczycy z tzw. Białoruskiej Listy Katyńskiej (3 870 osób).
Na Polskim Cmentarzu Wojennym w Katyniu spoczywa 4 421 oficerów i podchorążych Wojska Polskiego, jeńców wojennych z obozu w Kozielsku zamordowanych w 1940 przez NKWD. Byli oni przewożeni pociągami do stacji kolejowej Gniezdowo, a następnie zabijani w Katyniu.
W 2000 ukazała się księga cmentarna cmentarza wojennego w Katyniu zawierająca listę pochowanych tam ofiar zbrodni katyńskiej wraz z krótkimi biogramami (łącznie 4 406 nazwisk).